# NGC 6203
NGC 6203 (другие обозначения — MCG 4-39-19, ZWG 138.55, NPM1G +23.0430, PGC 58729) — линзообразная галактика (S0) в созвездии Геркулес.
Этот объект входит в число перечисленных в оригинальной редакции «Нового общего каталога».